# Coelioxys chilensis
Coelioxys chilensis is een vliesvleugelig insect uit de familie Megachilidae. De wetenschappelijke naam van de soort is voor het eerst geldig gepubliceerd in 1892 door Reed.